# الترجمة الآلية للعربية
الترجمة الآلية للعربية صعبة نظرا لما لها من خاصيات صرفية ونحوية وحرفية ولفظية مخالفة لأكثر اللغات، حيث أن اتجاه الكتابة وطريقة نطق الحروف وتحريكها وقرائن فهم المعاني واختلاف اللهجات تصعب الترجمة الآلية لها.

## ترجمة اللهجات العربية الآلية
ترجمة اللهجات العربية الآلية هي الاستعانة بآلة كالحاسوب ونحوه على ترجمة النصوص المكتوبة باللهجات العربية وعلى الترجمة بها.

### مشاريع
- مجموع النصوص المتقابلة باللهجات العربية مجموعة من النصوص المتقابلة بالفصحى واللهجات أعدها أصحاب مشروع ترجمان أحد مشاريع مركز البحث العلمي والتقني لتطوير اللغة العربية.[2]
- أضيفت اللهجات الشامية إلى مترجم مايكروسوفت.[3]
- ترجمة اللهجات بالفصحى موضوع مشروع يدعى إليسا.[4]